# ماتیاس یورگنسن
ماتیاس یورگنسن (دانمارکی: Mathias Jørgensen؛ زادهٔ ۲۳ آوریل ۱۹۹۰) بازیکن فوتبال اهل دانمارک است.

## باشگاهی
از باشگاه‌هایی که در آن بازی کرده‌است می‌توان به باشگاه فوتبال کپنهاگن، و باشگاه فوتبال پی‌اس‌وی آیندهوون و باشگاه فوتبال کپنهاگن اشاره کرد.

## تیم ملی
وی همچنین در تیم‌های ملی فوتبال دانمارک بازی کرده‌است.